# Brigandine: Legend of Forsena
Brigandine: Legend of Forsena је јапанска видео-игра коју је развио Харт Робин и која је произведена 1998. године за Сони Плејстејшн. У игри, играч бира једну од пет држава, а постоји и шеста која играч не може изабрати (Есгарско Царство) и започиње рат са другим државама користећи своје витезове и чудовишта у циљу да освоји континент (Форсену) или да заштити своју државу. Игра се одвија у земљи Форсена. Постоји и наставак игре Brigandine: Grand Edition или Brigandine: GE који додаје доста новости у игри, међутим постоји само на јапанском језику.

## Правила битке
Битка у Форсени је основа ове игре. Правила су једноставна за искусне играче али неким неискуснијим може бити теже да их схвате због чињенице да у игри нема никакво објашњење о томе како се игра. У почетку битке могу бити тешке чак и када се игра на најлакшем нивоу.

### Правила
На почетку битке играч бира од један до три витеза у зависности колико витеза је послао у битку. Након бирања појављују се изабарни витези заједно са својим војницима односно чудовиштима. Лакше ћете победити ако успете да војнике једног витеза држите уз њега јер тиме добијате:
- Да витез буде заштићен од непријатеља.
- Да се чудовишта лакше бране.
- Јача чудовишта.

Нека чудовишта и витези могу да користе Специјалне Нападе и Магичне Нападе током битке. Да би их користили потребно им је довољно ММ (Магичне Моћи). Ово су нека од Магичних напада:
- Лечење: Лечи једно чудовише или витеза.
- Пламен: Напада непријатеља са пламеном.
- Експлозије: Напада непријатеља са експлозијама.
- Лед: Напада непријатеља са ледом.
- Лечење болести: Лечи пријатеља од Парализе, Камена, Вируса и других болести.
- Метеорска пропаст: Метеори падају на Ваше непријатеље.
- Експлозија: Ваш непријатељ експлодира.
- Масовно лечење: Излечите пријатељска створења око вас.
- Заљубљивање: Непријатељ се заљубљује у вас и напада своје пријатеље.
- Димензија: Ваш непријатељ нестаје.

Ако убијете чудовиште оно заувек нестаје, међутим ако убијете Витеза он ће бити излечен за месец дана (месец дана у игри) али ће из битке отићи заједно са својим чудовиштима у престоницу Ваше земље.
После 12 потеза опсада града се завршава и непријатељ (у зависности да ли сте Ви или он напали) се повлачи заједно са остацима своје војске.

## Државе

### Искалион
Прелепа земља, окружена природом и рекама. Људи у Искалиону пате због рата.
Искалион је прелепа држава на јужном делу Форсене. Људи у овој земљи пате због Земекисовог рата. Краљ државе је Дрист, познатији као Луди Краљ Искалиона. Најпознатији град је Келзент. Застава Искалиона је жута.

### Есгарско царство
Земља, раније под Алмекијанским краљевством, која је под вођством Земекиса довела цео континент у рат.
Есгарско царство је новонастала држава у центру Форсене. Цар ове државе је Земекис а његова десна рука Кадор који га је саветовао да започне рат. Застава Есгарског царства је љубичаста.

### Норгард
Огромна земља позната и као земља белих вукова и тигрова.
Норгард је највећа држава у Форсени која је познатија и као земља белих вукова. Дуго је служила Новој Алмекији док се није осамосталила. Налази се на северу Форсене. Застава Норгарда је плава.

### Леонија
Побожна земља коју окружују природне баријере.
Леонија је најмирнија и најпобожнија држава у Форсени која се налази на истоку. Међутим веома је слаба, са мало јаких витеза и чудовишта. Застава Леоније је светлозелена.

### Нова Алмекија
Пре је била краљевина Алмекија а сад је води принц у намери да освети убијеног оца.
Нова Алмекија је држава на западу Форсене. Нови вођа државе је Принц Ланс откад му је отац који је био краљ државе убијен од стране Земекиса и новонасталог Есгарског Царства. Застава Нове Алмекије је црвена.

### Карлеон
Мала земља која је окружена морем. Позната је по мистичним моћима.
Карлеон је најмања држава која се налази на југозападу Форсене. Лојална је Новој Алмекији и Принцу Лансу.  Вођа државе је Каел. Застава  Карлеона је зелена.

## Форсена

### Вође држава Форсене

#### Дрист
Дрист познатији као луди Краљ Искалиона, тиранин или луди монархиста је вођа Искалиона и најмоћнији вођа у игри. Себичан је и не поштује никога. Има мало поверења у људе, али зато верује свом витезу Ирији којој је дао име по свом вољеном псу које је умрло. Његову моћ и богатство показао је изградивши најлепши и најукрашенији споменик на свету свом псу. У игри када пређе 30 левел постаје Супер Тиранин, пре тога је Тиранин. Брине се о својим чудовиштима и воли живот. Своје непријатеље понижава и на крају уништава оне који му се супротставе. Веома добар у души. Рат у Форсени види као прилику да освоји цео континент, а не као претњу за државу Искалион. Међу његовим чудовиштима налази се змај Бахамут Душан који је најјаче чудовиште у Форсени. Увек му је лојалан и бори се уз њега.

#### Земекис
Земекис познатији као император, је издао Нову Алмекију и направио Есгарско Царство. Његова десна рука је Кадор. Убио је Краља Алмекије и намерава да убије принца. Зао је али је зато јак. У десној руци има неку врсту машинског лука и стреле којим напада непријатеље. Када га порази принц Ланс, Земекис постаје добар и своје последње тренутке пред смрт покушава да заштити Принца Ланса.

#### Каел
Каел је вођа најмање државе у Форсени али је оптимиста чак и када изгуби. Има највише магија и интелектуалац је. Не воли да га зову Краљ. Његова сестра је такође оптимиста. У руци држи књигу Магијски приручник које користи да напада својим многобројним магијама. Лојалан је краљу Алмекије. Један од његових витеза је Динадан који је један од најјачих бораца у Форсени.

#### Принц Ланс
Принц Ланс је након смрти свог оца, Краља, постао вођа Нове Алмекије. Прикупио је лојалне витезе Формирао савез са Каелом и започео рат са Земекисом. Када порази Земекиса исти га спашава од Булноила. Међу његовим чудовиштима налази се и Црвени Змај који је међу јачим чудовиштима форсене. Има два мача и носи златан оклоп. 

#### Ваинард
Ваинард је краљ Норгарда, велике државе на северу Форсене. Познат је и као бели вук или краљ зиме. У руци држи секиру и има плашт, белу косу и јак оклоп. Међу његовим чудовиштима налази се и змај. Спада међу јаче витезе из Форсене.

### Витези Форсене
Опис најважнијих витеза у игри.

#### Багдемагус
Најјачи борац Искалиона. Његов широки осмех говори све - никад нема бриге. Багдемагус напредујући кроз игру касније постаје Осветник.

#### Ириа
Краљ Дрист је пронашао како лута по шумама. Одан борац која никада не би изневерила свог краља.

#### Нинџа
Мистериозни борац који се увек придржава правила. Када изгуби у борби одбија да се убије и почиње да ратује за Искалион.

#### Кадор
Кадор витез Земекиса који га је наговорио да изда Алмекију и убије краља и принца у циљу освајања читавог континента. Остало о њему је мистерија. Носи маску са роговима, има плашт и секиру у десној руци. Веома је јак и могу га победити само јачи витезови или Краљеви и вође држава.

## Чудовишта Форсене
Међу чудовишта Форсене спадају:
- Тор
- Змај
- Демон
- Архидемон
- Сатана
- Анђео
- Архианђео
- Божји слуга
- Бели змај
- Црвени змај
- Златни змај
- Плави змај
- Бахамут
- Шкорпија
- Смртоносна шкорпија
- Џин
- Једнорог
- Кентаур
- Капетан кентаура
- Људождерска биљка
- Смртоносна биљка

## Brigandine: Grand Edition
Brigandine: Grand Edition је наставак игре који садржи многе новине, побољшања, али је и критикован због одузимања важних делова из Brigandine: Legend of Forsena као што су сукоб два чудовишта. Brigandine: Grand Edition је објављен само две године након објављивања првог Бригандина, 2000. године и неке од новина су:
- Додате анимације које замењују дијалоге.
- Нови начин сукоба између чудовишта.
- Нове магије, ствари, ударци, створења, витези, приче и др.
- Све је на јапанском језику.
- Могуће је играти с Есгарским царством.
- Могуће је да се игра против других играча (укупно шест) - Multiplayer game mode
- Нова правила у биткама
- Потпуно нова музика
- Монструми могу да добијају ствари
- Када се освоји континент, играч се сукобљава са Булнојлом